# 프랭크 벙커 길브레스
프랭크 벙커 길브레스(Frank Bunker Gilbreth, 1868년 7월 7일 ~ 1924년 6월 14일)는 미국의 공학자, 경영 컨설턴트, 작가이다. 과학적 관리법과 시간 동작 연구 분야의 초기 주도자로 알려져 있다. 또한 길브레스의 가족은 그의 아들 프랭크 벙커 길브레스 주니어가 쓴 1948년 소설 《열두명의 웬수들》(Cheaper by the Dozen)의 주요 소재가 되어 몇 차례 영화화되었다.